# Acacio Ferreira Dias
Acácio Ferreira Dias (Rio de Janeiro, 13 de julho de 1888 – 1975) foi um jornalista, poeta, historiador e político brasileiro, conhecido por suas contribuições à história e cultura de Cantagalo, no estado do Rio de Janeiro.

## Biografia
Nascido na cidade do Rio de Janeiro, Acácio Ferreira Dias mudou-se com sua família para Cantagalo aos dez anos de idade. Iniciou sua carreira jornalística precocemente, escrevendo e editando seu primeiro artigo aos dez anos. Aos quinze, já colaborava com os semanários O Cantagalo, O Terceiro Distrito (Cordeiro) e o Correio de Cantagalo. Posteriormente, lançou o semanário crítico O Rádio (1908-1916) e fundou o Tribuna de Cantagalo (1925-1930).
Em 1927, foi consagrado Venerável na maçonaria de Cantagalo e atuou como redator do Boletim da Loja Maçônica Evolução em Niterói. Durante a Era Vargas, exerceu o cargo de prefeito de Cantagalo (1930-1935), destacando-se por sua dedicação à educação, com a criação do Ginásio Euclides da Cunha e de seis escolas primárias nos distritos.
Após 1935, trabalhou na Imprensa Oficial do antigo E.